# Piper celsum
Piper celsum är en pepparväxtart som beskrevs av William Trelease. Piper celsum ingår i släktet Piper och familjen pepparväxter. Inga underarter finns listade i Catalogue of Life.